# Waldemar Śmigasiewicz
Waldemar Śmigasiewicz (ur. 19 września 1953 w Warszawie) – polski reżyser filmowy i teatralny, profesor sztuk teatralnych w zakresie reżyserii, nauczyciel akademicki

## Życiorys
Waldemar Śmigasiewicz jest absolwentem PWSFTviT w Łodzi (1978). Po studiach rozpoczął pracę dydaktyczną na Wydziale Sztuki Lalkarskiej w Białymstoku (wydział zamiejscowy Akademii Teatralnej w Warszawie), następnie współpracował z krakowską Państwową Wyższą Szkołą Teatralną. W latach 1985–1990 realizował tam przedstawienia dyplomowe na Wydziale Aktorskim. Za jedno z nich – Ferdydurke Witolda Gombrowicza otrzymał Grand Prix na Europejskim Festiwalu Szkół Teatralnych w Lyonie w 1987. Jest laureatem głównej nagrody na Festiwalu w Millwakuee w USA za adaptację Tango Mrożka. Od 1991 pracuje jako nauczyciel akademicki w Akademii Teatralnej im. Aleksandra Zelwerowicza w Warszawie. W latach 1999–2001 współpracował jako reżyser z Teatrem Dramatycznym w Białymstoku. W 2014 zyskał tytuł profesora sztuk teatralnych. 

### Nagrody
- 1984 – Nagroda publiczności w Policach dla przedstawienia Wesołe przygody Koziołka Matołka wg Kornela Makuszyńskiego w OTO „Kalambur” we Wrocławiu na 19. Ogólnopolskim Przeglądzie Teatrów Małych Form w Szczecinie;
- 1994 – Statuetka Pegaza – nagroda programu telewizyjnego „Pegaz” za reżyserię inscenizacji dramatu Ferdydurke Witolda Gombrowicza w Teatrze Miejskim w Gdyni;
- 1998 – Złoty Piernik, Grand Prix Festiwalu dla przedstawienia Ubu król Alfreda Jarry’ego w Teatrze Animacji w Poznaniu na 5. Toruńskich Spotkaniach Teatrów Lalek;
- 1999 – Nagroda za reżyserię przedstawienia Kosmos Witolda Gombrowicza w Teatrze Bagatela w Krakowie na 24. Opolskich Konfrontacjach Teatralnych;
- 2000 – Wyróżnienie zbiorowe dla twórców przedstawienia Ślub Witolda Gombrowicza w Teatrze im. Wojciecha Bogusławskiego w Kaliszu na 40. Kaliskich Spotkaniach Teatralnych; Kaliska nagroda „Wojciecha” dla najlepszego przedstawienia sezonu w Teatrze im. Bogusławskiego w Kaliszu dla adaptacji Ślubu Witolda Gombrowicza;
- 2001 – Złota Maska – nagroda krakowskich recenzentów dla adaptacji Makbeta Williama Szekspira w Teatrze Bagatela – najpopularniejszego przedstawienia sezonu 1999/2000;
- 2002 – Nagroda za reżyserię przedstawienia Ferdydurke Witolda Gombrowicza w Teatrze Powszechnym w Łodzi na 27. Opolskich Konfrontacjach Teatralnych; Złota Maska – nagroda łódzkich recenzentów dla najlepszego reżysera sezonu 2001/2002 – za reżyserię adaptacji Ferdydurke Witolda Gombrowicza w Teatrze Powszechnym w Łodzi;
- 2004 – Nagroda za muzykę do adaptacji Ślubu Witolda Gombrowicza w Bałtyckim Teatrze w Koszalinie na 29. Opolskich Konfrontacjach Teatralnych;
- 2005 – „Leon 2005” – nagroda dla przedstawienia Szlachcica poczciwego portret własny wg Mikołaja Reja na 8. Winobraniowych Spotkaniach Teatralnych w Zielonej Górze; Nagroda artystyczna prezydenta miasta Gdyni w dziedzinie teatru za reżyserię przedstawienia Trans-Atlantyk Witolda Gombrowicza na Scenie Letniej Teatru Miejskiego w Gdyni;
- 2009 – III miejsce w plebiscycie publiczności dla przedstawienia Mimo wszystko Johna Murrella z Teatru Współczesnego w Warszawie na 39. Jeleniogórskich Spotkaniach Teatralnych.